# Cas de Nort-sur-Erdre
Le cas de Nort-sur-Erdre concerne un enregistrement sonore et une série d'observations que certains ont attribués à des ovnis. Une analyse scientifique a conclu que des ovnis n'étaient pas en cause.

## Historique du cas
À Nort-sur-Erdre, un garçon de 10 ans se réveille durant la nuit, le 7 septembre 1987 à 5 heures, et entend un bip-bip répétitif. Trouvant cela bizarre, il l'enregistre sur cassette. Il prétend qu'en ouvrant sa fenêtre il a observé une grosse boule lumineuse orange. De nombreux journaux relatent l'affaire.

## Analyse de l'enregistrement

### Les arguments d'Auguste Meessen
Choqué que certaines personnes dans les médias (dont des chaînes de radio très écoutées) accusent, sans preuve objective, l'enfant d'être un menteur, le professeur Auguste Meessen a enquêté sur cette affaire et présenté des arguments démontrant que l'on ne pouvait exclure que l’enfant disait la vérité.
- Trois autres personnes ont prétendu avoir observé le même genre de phénomènes lumineux dans la même région les 23 septembre 1986 et 8 septembre 1987[2].

- Le spectre des fréquences n'est pas harmonique.

- Une très grande précision pour la différence (0,61 kHz) entre les raies des fréquences dominantes[3] :

« les différentes raies se présentent avec exactement cet intervalle-là. »
- Intervention d'une réponse non-linéaire[4]. Selon lui, une fonction du temps {\displaystyle \nu (t)} est transformée en une autre fonction du temps y(t), par une relation de la forme {\displaystyle y=a+bx+cx^{2}+dx^{3}+...} :

« Il doit donc s'agir d'une réponse non-linéaire de la source. »

### Les arguments de Renaud Marhic
Dans Ovni-Présence, Renaud Marhic commente le cas ainsi : « nous ne pensons pas que le cas de Nort-sur-Erdre puisse être retenu pour toute étude portant sur d'éventuels phénomènes aériens non-identifiés (PANI) ayant résisté à l'analyse. Le caractère douteux du témoignage et l'identification de l'enregistrement ne le permettent en aucun cas. »
Le son sur l'enregistrement ressemble très fort à la « moulinette à caviar », émission d'un radar trans-horizon soviétique pouvant être capté sur la gamme ondes courtes de la radiocassette du témoin.
Les analyses d'Auguste Meessen n'indiquent rien d'autre que l'opinion de son auteur sur les PANI (ceux qui contestent son analyse sont qualifiés péjorativement de « nouveaux ufologues »).

### Les arguments de Bernard Teston
Bernard Teston, ingénieur au CNRS, commente ainsi l'analyse d'Auguste Meessen : « Le mélange d'une pseudo-rigueur scientifique, et de qualificatifs nombreux, provoqués par la subjectivité de l'auteur, l'utilisation de termes qui apparaissent entourés d'une aura surnaturelle (tel que « non-linéaire ») font que la lecture de cet exposé nous a laissés sur une impression gênante. »
Son argumentation est la suivante :
- Il n'est pas surprenant que le spectre du signal ne soit pas harmonique. On peut créer naturellement des signaux acoustiques non harmoniques (l'acoustique musicale fourmille d'exemples de ce genre). Un signal peut aussi être la combinaison de plusieurs signaux qui, eux, sont harmoniques.
- La différence de 0,61 kHz entre les raies des fréquences dominantes et sa précision n'est due qu'à l'analyse fréquentielle par la transformée de Fourier rapide. Celle-ci ne donne des raies spectrales que sur des points régulièrement espacés.
- La non-linéarité n'est pas due à la source mais aux distorsions provoquées par le traitement du signal (amplificateurs, modulateurs et autres convertisseurs).
- Les radio-amateurs, habitués aux ondes courtes, trouvent ce son tout à fait banal et naturel[8].

## Mise en défaut du témoignage
La première personne à avoir présenté publiquement une preuve objective que le témoignage était douteux est Éric Maillot. Il eut l’idée de tester la présence d’une discordance dans la position de la lune entre le témoignage et la réalité. C’est une méthode simple, mais très efficace. Il mit ainsi en évidence une erreur flagrante (>90°) dans le témoignage de l’enfant.
Juste après la collecte du témoignage, le GEPAN, dirigé à l’époque par Jean-Jacques Velasco, a mandaté auprès d’experts une analyse de l’enregistrement sonore. Le résultat de cette étude ne fut pas communiqué. 
À la suite des attaques répétées de sceptiques, Auguste Meessen reprit son étude. La conclusion en a été que le témoignage était bien un faux en raison de deux arguments décisifs indiscutables. Le premier est l’obtention d’une confession de l’enfant devenu adulte qui avoua finalement avoir menti. Le deuxième est le rapport d’étude mandaté par le SEPRA. Il met en évidence qu’un enregistrement par le microphone de l’appareil aurait dû enregistrer divers bruits ambiants, dont celui du moteur et du frottement de la bande. Or il n’y avait pas de tels bruits sur l’enregistrement. Les experts en ont donc déduit que l’enregistrement était celui d’un son provenant de la radio de l’appareil et non pas d’un bruit ambiant capté avec le microphone comme l’enfant le prétendait.

## Conclusions
Alors que le cas semble élucidé, ceux qui ont initié l'analyse par des spécialistes en acoustique sont traités de « grands-méchants-sociopsychologues-anti-tôle-et-boulons-nouveaux-ufologues » par certains ufologues.
Les partisans de l'analyse d'Auguste Meessen remettent en cause la méthode scientifique : « Il y a la place pour une confrontation de toutes les idées, (...). Ce n'est pas en jouant au gendarme de l'ufologie toujours prêt à rappeler les règles de la seule bonne méthode scientifique qu'on y parviendra. »
Les acousticiens ont conclu à une combinaison d'au moins deux types de signaux, dont un de type trans-horizon (« moulinette à caviar ») et l'autre une radio-balise quelconque. Les enquêteurs n'excluent pas la possibilité de fraude, l'enregistrement ayant pu être fait en circuit fermé de la partie radio à la partie cassette.